# Hiptage yunnanensis
Hiptage yunnanensis är en tvåhjärtbladig växtart som beskrevs av Huang och S.K. Chen. Hiptage yunnanensis ingår i släktet Hiptage och familjen Malpighiaceae. Inga underarter finns listade i Catalogue of Life.